# Георг фон Лупфен
Георг фон Лупфен (на немски: Georg Graf von Lupfen; * 13 юли/15 юли 1494; † сл. 3 февруари 1546) от стария благороднически швабски род на графовете на Лупфен и ландграфовете на Щюлинген, е граф на Лупфен, господар на Хоенландсберг в Елзас.
Той е син (от 18 деца) на ландграф Хайнрих III фон Лупфен-Щюлинген (1462 – 1521) и съпругата му Хелена фон Раполтщай-Хоенак-Геролдсек (1466 – сл. 1521), сестра на Вилхелм II фон Раполтщайн (1468 – 1547), дъщеря на Вилхелм I фон Раполтщайн-Хоенак-Геролдсек († 1507) и Жана де Ньофшател († 1475). Внук е на граф Зигмунд I фон Лупфен-Щюлинген († 1494) и втората му съпруга Катарина фон Мач († сл. 1484). Брат е на Йохан фон Лупфен († 1551), княжески епископ на Констанц (1532 – 1537).
На 26 декември 1582 г. умира внук му Хайнрих VI на 40 години, последният граф от род Лупфен. С него изчезва и линията Щюлинген, и нейната собственост отива на маршалите фон Папенхайм.

## Фамилия
Георг фон Лупфен се жени 1516/пр. 8 май 1522 г. в Мескирх за шенка Анна фон Ербах-Ербах († 1551), вдовица на фрайхер Хайнрих Анарг фон Щофелн-Юстинген († 1515), дъщеря на Еразмус I фон Ербах-Ербах († 1503) и Елизабет фон Верденберг-Сарганс († 1536), дъщеря на граф Георг III фон Верденберг-Зарганс († 1500) и маркграфиня Катарина фон Баден († 1484), дъщеря на маркграф Карл I фон Баден († 1475) и принцеса Катарина Австрийска († 1493). Те имат един син:
- Йоахим фон Лупфен-Щюлинген (* 15 март 1523; † 12 януари 1562), граф на Лупфен и ландграф на Щюлинген, женен за Анна Магдалена фон Хоенгеролдсек (1525 – 1589), дъщеря на Ганголф II фон Хоенгеролдсек († сл. 1544) и графиня Анна фон Линдов-Рупин († 1528).